# البلد (المحويت)
البلد هي إحدى قرى الجمهورية اليمنية. وهي تتبع جغرافيًا لمحافظة المحويت. وإداريًا لمديرية المحويت. يبلغ تعداد سكانها 1244 نسمة حسب الإحصاء الذي أجري عام 2004.